# Tullio Bozza
Tullio Bozza (født 3. februar 1891 i Napoli, død 13. februar 1922 smst) var en italiensk fægter, som deltog i OL 1920 i Antwerpen.
Bozza stillede ved OL 1920 op i kårde individuelt og som del af det italienske hold. I den individuelle konkurrence blev han nummer to i indledende runde, mens en syvendeplads i kvartfinalen blev endestationen for ham. I holdkonkurrencen deltog han kun i indledende runde. Italienerne endte med at blive olympiske mestre foran Belgien og Frankrig.
Bozza døde blot et par år efter OL som 31-årig efter alvorlig sygdom. Digteren Sibilla Aleramo havde haft et forhold til Bozza og skrev et digt til ham: "Endimione". Hun nævnte ham også i sin bog Selva d'amore fra 1947.